# Zhang Zifeng
Zhang Zifeng (chinois simplifié : 张子枫 ; pinyin : Zhāng Zǐfēng) dit Wendy Zhang, née le 27 août 2001 à Sanmenxia, est une actrice chinoise fréquente actuellement l'académie de cinéma de Pékin. Elle est largement considérée comme l'une des meilleures jeunes actrices en chine,,.

## Filmographie sélective

### Cinéma
- 2010 : Fang Deng dans Tremblement de terre à Tangshan de Feng Xiaogang
- 2012 : Une fille tuée par des bombes dans Back to 1942 de Feng Xiaogang
- 2014 : Zhou Xiaozhi dans Mon vieux camarade de classe de Frant Gwo
- 2015 : Neige dans Detective Chinatown de Chen Sicheng
- 2019 : My People, My Country de Chen Kaige

### Doublage
- 2014 : Pei Ni dans M. Peabody et Sherman : Les Voyages dans le temps de Rob Minkoff
- 2019 : Xiao Yi dans Abominable de Jill Culton